# Dahlica kathrinella
Dahlica kathrinella is een vlinder uit de familie van de zakjesdragers (Psychidae). De wetenschappelijke naam van deze soort is voor het eerst voorgesteld als Siederia kathrinella door René Herrmann in een publicatie uit 2001. De soort is vernoemd naar Kathrin Mackensen, een vriendin van Herrmann, woonachtig in Freiburg im Breisgau.
De soort komt voor in Italië.